# Harlei de Menezes Silva
Harlei de Menezes Silva (* 30. März 1972 in Belo Horizonte) ist ein ehemaliger brasilianischer Fußballspieler.

## Karriere
Der Torwart begann seine Karriere beim Cruzeiro EC, wo er bis 1997 unter Vertrag stand. Mit Cruzeiro gewann er die Copa Master de Supercopa 1994, die Copa do Brasil 1993 und 1996 und die Copa Libertadores 1997, allerdings war er meistens nur Reservertorhüter hinter Dida.
Nach den Stationen Comercial Futebol Clube (SP) und Vila Nova wechselte er im Juli 1999 zum Goiás EC. 2003 gab er einen auf Furosemid positiven Dopingtest ab und wurde für vier Monate gesperrt. 2005 wurde er mit Goiás Dritter in der brasilianischen Meisterschaft. Bei der Copa Libertadores 2006 erreichte der Klub das Achtelfinale. Außerdem nahm er mit Goiás 2004, 2005, 2007, 2009 und 2010 an der Copa Sudamericana teil. Am erfolgreichsten war man bei der Copa Sudamericana 2010, als Goiás die Finalspiele erreichte und gegen CA Independiente erst im Elfmeterschießen unterlag. Im selben Jahr musste der Klub allerdings aus der Série A absteigen. 2012 gelang wieder der Aufstieg. In diesem Jahr absolvierte er sein 800. Spiel für Goiás. Ende 2014 beendete er seine Laufbahn.

## Erfolge
Cruzeiro
- Staatsmeisterschaft von Minas Gerais: 1990, 1992, 1994, 1996, 1997
- Copa do Brasil: 1993, 1996
- Copa Master da Supercopa: 1995
- Copa Ouro: 1995
- Copa Libertadores: 1997

Goiás
- Série B: 1999, 2012
- Copa Centro-Oeste: 2000, 2001, 2002
- Staatsmeisterschaft von Goiás: 2000, 2002, 2003, 2006, 2009, 2012, 2013